# Erori formale de logică
O eroare formală este o eroare de logică legată de forma pe care o ia argumentul, fără a afecta conținutul acestuia. Toate erorile formale sunt variații ale erorii de tip non sequitur.

## Erori formale
Apelul la probabilitate: Se presupune că dacă un eveniment anume are o probabilitate mare de a se produce, atunci producerea sa e inevitabilă. Pe aceasta premisă se bazează faimoasele legi ale lui Murphy.

Argumentul eronat: presupune că dacă argumentul care sprijină concluzia e eronat, atunci concluzia insăși e falsă. 

Exemplu:

Premisa 1: Toate pisicile sunt animale.

Premisa 2: Lăbuș este un animal.

Concluzie: Lăbuș este pisică.

Concluzia e eronată, pentru că Lăbuș poate la fel de bine sa fie câine, cal etc...

Eroarea evaluării probabilităților: Se referă la a judeca un eveniment pe baza probabilităților condiționale, fără a lua în calcul efectul probabilităților evenimentelor anterioare producerii evenimentului în cauză. 

Eroare de coroborare (conjuncție): Presupune că un rezultat datorat îndeplinirii simultane a mai multor condiții este mai probabil decât un rezultat datorat îndeplinirii uneia singure. 

Exemplu: 

Linda are 31 de ani, e necasatorită, extrovertită și foarte inteligentă. A absolvit Facultatea de Filosofie. Ca studentă, era foarte preocupată de problema discriminării și dreptății sociale, și participa frecvent la demonstrații anti-nucleare.

Care din următoarele afirmații e mai probabilă?
Varianta 1: Linda este funcționar într-o bancă.

Varianta 2: Linda este functionar într-o bancă și un membru activ al mișcării feministe.

Deși cei mai mulți oameni aleg a doua variantă, raspunsul corect este Varianta 1, deoarece întotdeauna probabilitatea ca 2 lucruri să se întâmple simultan (Linda să fie și funcționar, și membru al mișcării feministe) este mai mică decât probabilitatea ca un singur lucru să se producă (Linda să fie funcționar).
Eroare din necesitate: Implică faptul că o concluzie a unui raționament este considerată în mod nejustificat necesară.

Exemplu:

Premisa 1: Burlacii sunt neapărat necăsătoriți.

Premisa 2: Ion este burlac. 

Concluzie: Deci, ion nu se poate însura.

Eroarea omului mascat: Este o eroare în care substituirea a 2 termeni identici duce la o concluzie falsă. 

Exemplu:

Premisa 1: Știu cine este X

Premisa 2: Nu știu cine este Y

Concluzie: Deci, X nu este Y

Eroare "la pachet": Presupune că lucrurile care sunt grupate într-un anume fel datorită tradiției vor fi întotdeauna grupate în acest fel, indiferent de circumstanțe. 

Exemplu:

Lui Ion îi plac surprizele, deci se va bucura atunci cand va găsi un șarpe în sacul de dormit.

Erori de interpretare ale afirmațiilor:

Afirmarea disjunctivă: Presupune că o propoziție logică e falsă, doar pentru ca cealaltă e adevarată.

Exemplu:

Premisa 1: Max e o pisică sau Max e un mamifer.

Premisa 2: Max e o pisică.

Concluzie: Deci, Max nu este un mamifer.

Afirmarea  premisei minore (a 2-a premisă a silogismului): Are forma generală:

1) Daca P atunci Q.

2) Q.

3) Deci, P.

Exemplu:

Premisa 1: Dacă Bill Gates deține Microsoft, atunci e bogat.

Premisa 2: Bill Gates e bogat.

Concluzie: Deci, Bill Gates deține Microsoft.

Negarea premisei majore (prima premisă a silogismului): are forma generală:

1) Daca P, atunci Q.

2) Non P.

3) Deci, Non Q.

Exemplu:

Premisa 1: Daca sunt președintele SUA, atunci am drept de veto în Congres.

Premisa 2: Nu sunt președintele SUA.

Concluzie: Deci, nu am drept de veto in Congres.

Acest raționament pare valid la prima vedere, dar de fapt e greșit, deoarece președintele SUA nu e singurul care are drept de veto în Congres.

### Erori cantitative
Eroare existențială: Apare atunci când un argument are 2 premise universale și o concluzie particulară. 

### Erori silogistice formale
Erorile silogistice sunt cele care apar în cadrul silogismelor.

Concluzie negativă din premise pozitive: Apare atunci când un silogism are o concluzie pozitivă, dar cel puțin una din premise este negativă. 

Exemplu:

Premisa 1: Nici un pește nu este câine.

Premisa 2: Nici un câine nu poate zbura.

Concluzie: Toti peștii pot zbura.

Eroarea premiselor exclusive: apare atunci când un silogism este invalid din cauză că ambele premise sunt negative. 
Exemplu:
Premisa 1: Nici un mamifer nu e pește.
Premisa 2: Unii pești nu sunt balene.
Concluzie: Deci, unele balene nu sunt mamifere.
Eroarea celor 4 termeni: Este o eroare de logică care apare atunci când un silogism are 4 sau mai mulți termeni, în loc de 3, asa cum este normal. 

Exemplu: 

Premisa 1: Toți peștii au aripioare.

Premisa 2: Toți carașii sunt pești.

Concluzie: Toți oamenii au aripioare.

Aici, termenii silogismului sunt în număr de 4: "carași","pești","aripioare" și "oameni", ceea ce face ca raționamentul să fie invalid.

Ilicit major: Apare atunci când  termenul major nu este inclus în prima premisă a silogismului, ci în concluzie. 

Exemplu:

Premisa 1: Toti câinii sunt mamifere. (mamifere=termenul major)

Premisa 2: Nici o pisică nu este câine.

Concluzie: Deci, nici o pisică nu este mamifer.

Iicit minor: Apare atunci când  termenul minor nu este inclus în premisa a 2-a a silogismului, ci în concluzie. 
Exemplu:
Premisa 1: Toate pisicile sunt feline.
Premisa 2: Toate pisicile sunt mamifere. (mamifere=termenul minor)
Concluzie: Deci, toate mamiferele sunt feline.
Concluzie negativă din premise pozitive: apare atunci când un silogism are concluzie negativă, dar premise pozitive. 
Exemplu:
Premisa 1: Toti coloneii sunt ofițeri.
Premisa 2: Toti ofițerii sunt soldati.
Concluzie: Deci, nici un colonel nu este soldat.

Eroarea medianului nedistribuit: apare atunci când termenul median al silogismului nu este distribuit. Are forma generală:

1) Toti Z sunt B.

2) Y este un B.

3) Deci, Y este un Z.

Exemplu:

Premisa 1: Toți elevii au rucsac.

Premisa 2: Bunicul meu are rucsac.

Concluzie: Deci, bunicul meu este elev.

Termenul median este cel care apare în ambele premise: rucsac.